# NGC 2281

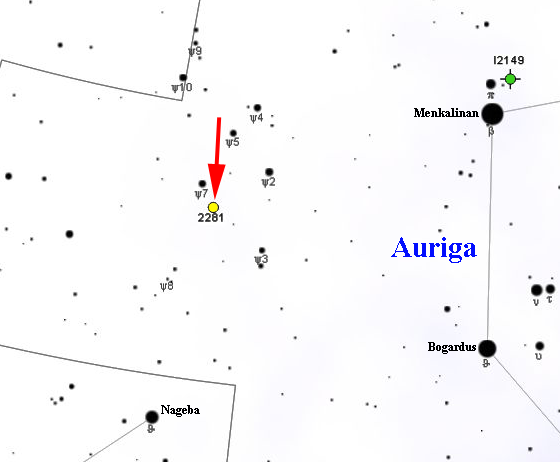
Bản đồ hiển thị vị trí của NGC 2281

NGC 2281 là một cụm sao mở trong chòm sao Ngự Phu.